# ألفرد إي. بيرلمان
ألفرد إي. بيرلمان (بالإنجليزية: Alfred E. Perlman) هو منفذ ‏ أمريكي، ولد في 22 نوفمبر 1902 في سانت بول في الولايات المتحدة، وتوفي في 30 أبريل 1983 في سان فرانسيسكو في الولايات المتحدة.